# Ny Banegårdsgade
Ny Banegårdsgade i Aarhus er en gade beliggende i området ved Aarhus Hovedbanegård og Aarhus Rutebilstation. Gaden strækker sig fra Banegårdspladsen til Sønder Allé og munder ud lige overfor politistationen. På nordsiden af Ny Banegårdsgade er der boligkarréer i 4-6 etager, mens sydsiden er præget af mindre jernbanepakhuse samt en parkeringsplads. Efter "knækket" ved Fredensgade falder gaden i ét med Rutebilstationen.

## Historie
Oprindeligt var Banegårdsgade og Ny Banegårdsgade én lang gade, men i slutningen af 1930'erne blev gaden delt således, at gaden fra Frederiks Allé til Banegårdspladsen bevarede navnet Banegårdsgade, mens stykket fra Banegårdspladsen til Fredensgade og videre syd om rutebilstationen til Sønder Allé fik navnet Ny Banegårdsgade i 1939. Gadestykket fra Fredensgade til Sønder Allé, der tidligere hed Diagonalgaden, blev anlagt i 1930 i området der hed Amtmandstoften.